# Estación Central de Pekín
La Estación de ferrocarril de Pekín (en chino tradicional, 北京火車站; en chino simplificado, 北京火车站; pinyin, Běijīng Huǒchēzhàn), o simplemente estación de Pekín (en chino, 北京站; pinyin, 'Běijīngzhàn'), es la principal estación ferroviaria de pasajeros de la capital de China, Pekín y uno de los mayores nudos ferroviarios del continente asiático. La estación está situada justo al sureste del centro de la ciudad, dentro de la segunda carretera de circunvalación con la calle de la estación de Pekín hacia el norte y los restos de la muralla de la ciudad entre Chongwenmen y Dongbianmen al sur. La estación de tren de Pekín se inauguró en 1959 y fue la estación de tren más grande de China en el momento. Aunque reemplazada por las más grandes estaciones Pekín Oeste y Pekín Sur, esta estación sigue siendo la única localizado dentro de la ciudad amurallada.
Los trenes entran y salen de la estación de paso por la torre de la esquina Dongbianmen. Con aleros dorados y elevadas torres de reloj, la arquitectura del ferrocarril combina el estilo tradicional chino y la influencia socialista realista. En general, los trenes a Manchuria (Shenyang, Dalian, Harbin) en la línea Pekín-Harbin, a Shandong (Jinan, Qingdao) y el delta del río Yangtsé (Shanghái, Nankín y Hangzhou) en la línea Pekín-Shanghái y algunos al interior y exterior de Mongolia salen de esta estación. También cuenta con algunas líneas internacionales, en particular, la línea de ferrocarril que une Pekín con Moscú y con Pionyang, la capital de Corea del Norte entre otras.
La primera línea del Metro de Pekín terminaba en la estación de tren de Pekín entre 1969 y 1981. La estación de metro es ahora una parada en la Línea 2. Más de 30 rutas de autobuses y trolebuses paran en o cerca de la estación de tren.